# Marnix College
Het Marnix College is een oecumenische scholengemeenschap in de Gelderse plaats Ede.

## Geschiedenis
In 1937 werd op initiatief van een aantal burgers uit Ede door het gemeentebestuur een besluit aangenomen voor de oprichting van een school voor middelbaar onderwijs. Eerdere pogingen in 1926 en 1935 haalden het niet wegens bezuinigingen. De oprichters waren enerzijds Edenaren die een school op protestants-christelijke grondslag wensten en anderzijds inwoners die oorspronkelijk van elders kwamen die het liefst een school met een qua godsdienst neutraal karakter hadden. Uiteindelijk aanvaardde men de grondslag dat "Het onderwijs wordt gegeven met eerbiediging van de beginselen van den Christelijken godsdienst". Dit was destijds voor het verzuilde Nederland een zeer uitzonderlijke samenwerking. De naam van de school werd "Stichting voor Gymnasiaal en Middelbaar Onderwijs te Ede". Er werd gestart met ongeveer 20 docenten en 30 leerlingen verdeeld over een eerste klas HBS en een eerste klas gymnasium.

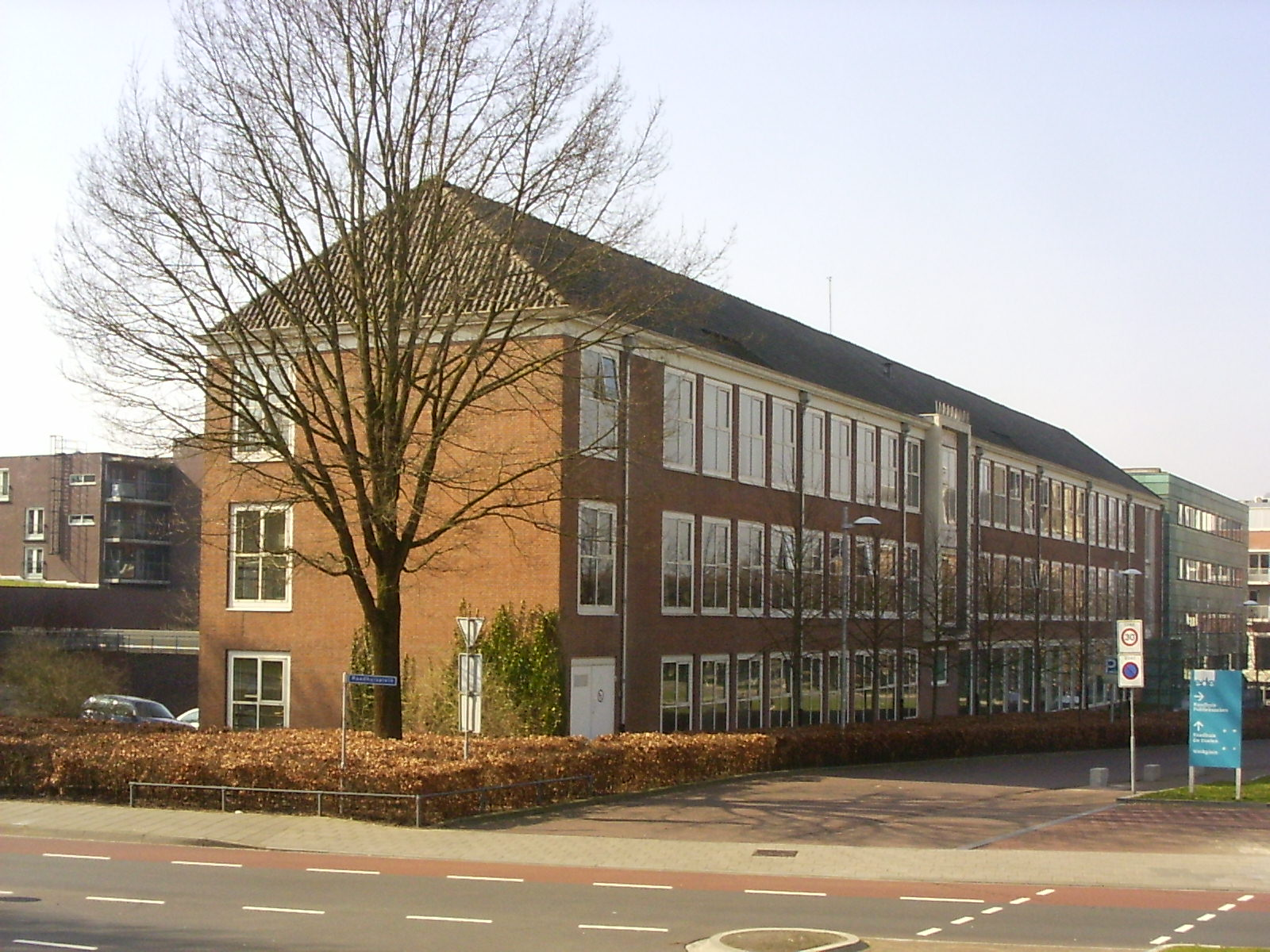
Voormalige gebouw van het Marnix College in Ede centrum

De eerste jaren was de school gevestigd in Ede-Zuid in bovenwoningen tegenover Station Ede-Wageningen. Na de Tweede Wereldoorlog werd ook het voormalige nabijgelegen parkhotel gehuurd van de ENKA-fabriek. In 1954 werd een nieuwbouwlocatie aan de Gildestraat in het centrum van Ede in gebruik genomen. De school kreeg toen ook haar huidige naam, genoemd naar de 16e-eeuwse geleerde Filips van Marnix van Sint-Aldegonde. De school groeide snel. Al vrij snel werd een tweede vleugel aan de school gebouwd, maar al in 1968 werd voor de eerste en de tweede klassen een dependance aan de Okeghemlaan buiten het centrum in gebruik genomen.

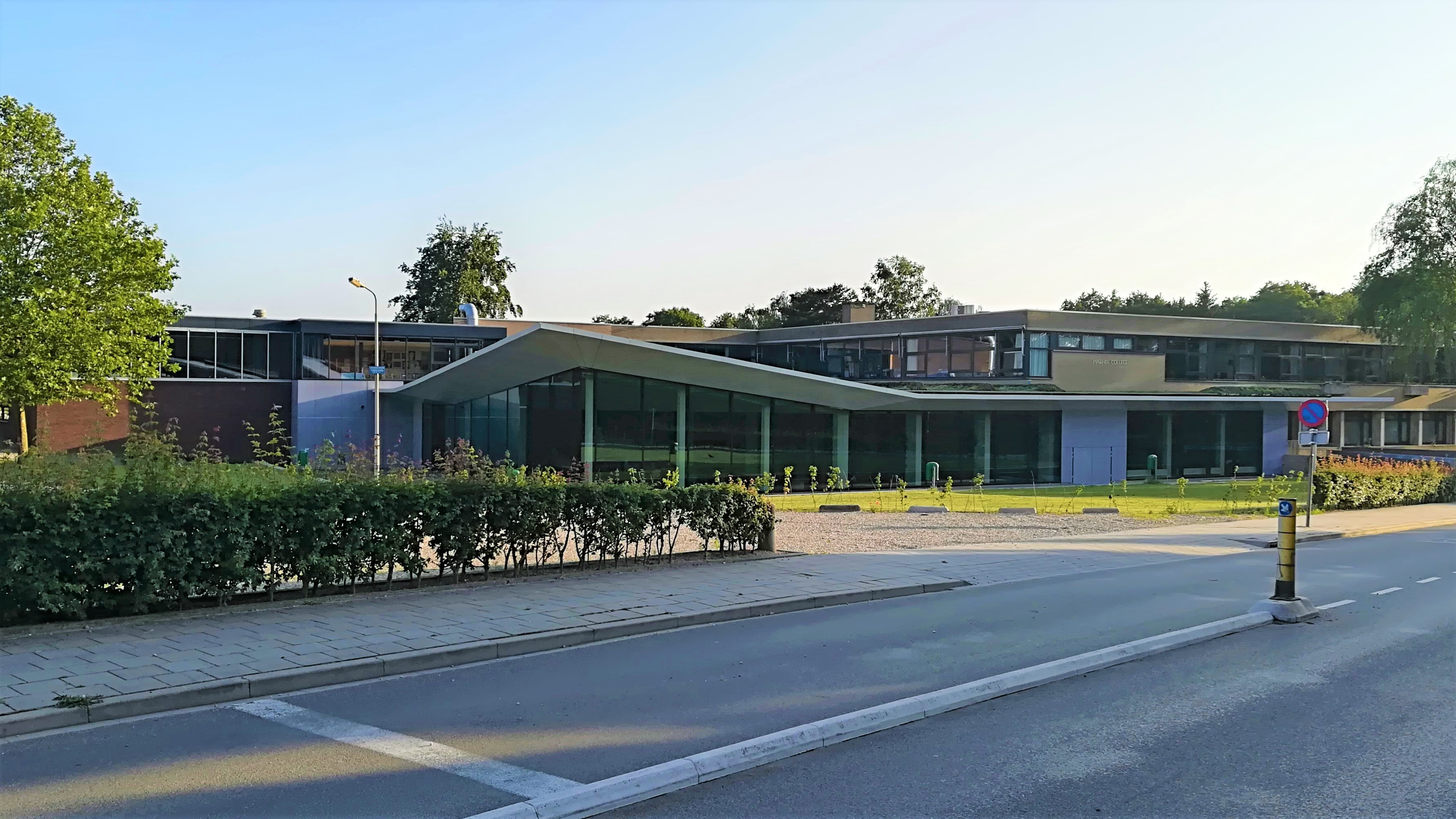
Marnix College Junior

De brede opvatting van de school werd uiteindelijk niet door iedereen gewaardeerd. In 1960 werd door de meer orthodoxe protestanten een eigen middelbare school opgericht: het Christelijk Streeklyceum en in 1986 kwam het openbare Pallas Athene College, waardoor het middelbaar onderwijs in Ede alsnog verzuilde. In 1989 fuseerde de school met de protestants-christelijke Klaphekmavo en in 1992 met de Rooms-Katholieke Padbergmavo. In 1997 verhuisden alle onderwijslocaties naar de Prins Bernhardlaan, de locatie van de Padbergmavo. Tegelijkertijd werd ook het tegenoverliggende gebouw toegevoegd, waar eerder de protestants-christelijke pabo Felua (tegenwoordig onderdeel van de Christelijke Hogeschool Ede) was gevestigd. Het hoofdgebouw (de voormalige Padbergmavo) werd de bovenbouwlocatie en het gebouw aan de overkant van de weg werd de onderbouwlocatie Marnix College junior. Voor het hoofdgebouw staat een klokkentorentje waarin de bel uit het torentje van de voormalige locatie in het centrum hangt.

## Onderwijs
Aan het Marnix College worden de volgende onderwijsniveaus aangeboden:
- mavo
- havo
- vwo
  - Atheneum
  - Gymnasium

### Tweetalig onderwijs, Nederlands-Engels (senior TTO-school)[1]
Het TTO onderwijs op het Marnix College wordt gegeven in het Engels en in het Nederlands. Gedurende de eerste 3 jaar van de TTO opleiding worden ongeveer de helft van de vakken in het Engels gegeven. In de bovenbouw krijgen TVWO leerlingen en reguliere VWO leerlingen samen les en worden de lessen dus ook in het Nederlands gegeven en niet in het Engels. Wel wordt er een speciaal honoursprogramma angeboden, waar de leerlingen meer Engels les krijgen dan in de reguliere bovenbouw. Na het volgen van het hounoursprogramma biedt het Marnix College de optie, het Cambride Profiency Exam te doen. Het tweetalig onderwijs van verschillende scholen, waaronder van het Marnix College, ligt onder vuur vanwege hoge ouderbijdrages die gevraagd worden

## Bekende oud-leerlingen
Bekende oud-leerlingen van het Marnix College zijn:
- Eugènie Herlaar
- Herman Koningsveld
- Jan Siebelink
- Jan Terlouw
- Roos Vonk
- Hans Wijers
- Brenno de Winter
- Stijn Fransen